# Lista șefilor de stat ai României după vârsta la preluarea funcției
Această pagină este o listă a șefilor de stat ai României aranjată după vârsta pe care aceștia au avut-o la preluarea funcției.
| Poziția | Șef de stat                                | Ani | Luni | Zile | Perioada mandatului                   | Nr. |
| ------- | ------------------------------------------ | --- | ---- | ---- | ------------------------------------- | --- |
| 1       | Constantin Ion Parhon                      | 73  | 2    | 15   | 30 decembrie 1947 - 12 iunie 1952     | 8   |
| 2       | Ion Iliescu                                | 70  | 9    | 7    | 10 decembrie 2000 - 21 decembrie 2004 | 16  |
| 3       | Petru Groza                                | 67  | 6    | 5    | 12 iunie 1952 - 7 ianuarie 1958       | 9   |
| 4       | Ion Iliescu                                | 59  | 9    | 19   | 22 decembrie 1989 - 17 noiembrie 1996 | 14  |
| 5       | Gheorghe Gheorghiu-Dej                     | 59  | 4    | 13   | 21 martie 1961 - 19 martie 1965       | 11  |
| 6       | Emil Constantinescu                        | 57  | 11   | 28   | 17 noiembrie 1996 - 10 decembrie 2000 | 15  |
| 7       | Chivu Stoica                               | 56  | 7    | 16   | 24 martie 1965 - 9 decembrie 1967     | 12  |
| 8       | Klaus Iohannis                             | 55  | 6    | 8    | 21 decembrie 2014 - 12 februarie 2025 | 18  |
| 9       | Nicușor Dan                                | 55  | 5    | 7    | 26 mai 2025 - prezent                 | 19  |
| 10      | Ion Gheorghe Maurer                        | 55  | 3    | 19   | 11 ianuarie 1958 - 21 martie 1961     | 10  |
| 11      | Nicolae Golescu (Locotenența Domnească)    | 55  |      |      | 11 februarie 1866 - 10 mai 1866       | 2   |
| 12      | Traian Băsescu                             | 53  | 1    | 17   | 21 decembrie 2004 - 21 decembrie 2014 | 17  |
| 13      | Nicolae Ceaușescu                          | 49  | 10   | 13   | 9 decembrie 1967 - 22 decembrie 1989  | 13  |
| 14      | Ferdinand I                                | 49  | 1    | 3    | 27 septembrie 1914 - 20 iulie 1927    | 4   |
| 15      | Lascăr Catargiu (Locotenența Domnească)    | 42  | 3    | 10   | 11 februarie 1866 - 10 mai 1866       | 2   |
| 16      | Alexandru Ioan Cuza                        | 38  | 10   | 4    | 24 ianuarie 1859 - 11 februarie 1866  | 1   |
| 17      | Carol al II-lea                            | 36  | 7    | 24   | 8 iunie 1930 - 6 septembrie 1940      | 6   |
| 18      | Nicolae Haralambie (Locotenența Domnească) | 30  | 5    | 15   | 11 februarie 1866 - 10 mai 1866       | 2   |
| 19      | Carol I                                    | 27  | 1    | 0    | 10 mai 1866 - 27 septembrie 1914      | 3   |
| 20      | Mihai I                                    | 18  | 10   | 2    | 6 septembrie 1940 - 30 decembrie 1947 | 7   |
| 21      | Mihai I                                    | 5   | 9    | 25   | 20 iulie 1927 - 8 iunie 1930          | 5   |
| Poziția | Șef de stat                                | Ani | Luni | Zile | Perioada mandatului                   | Nr. |

### Alte liste din aceeași categorie
- Lista șefilor de stat ai României
- Lista șefilor de stat ai României în viață
- Lista șefilor de stat ai României după data nașterii
- Lista șefilor de stat ai României după data decesului
- Lista șefilor de stat ai României după durata mandatului
- Lista șefilor de stat ai României după longevitate
- Lista șefilor de stat ai României după timpul trăit după exercitarea funcției